# Connexió (matemàtica)

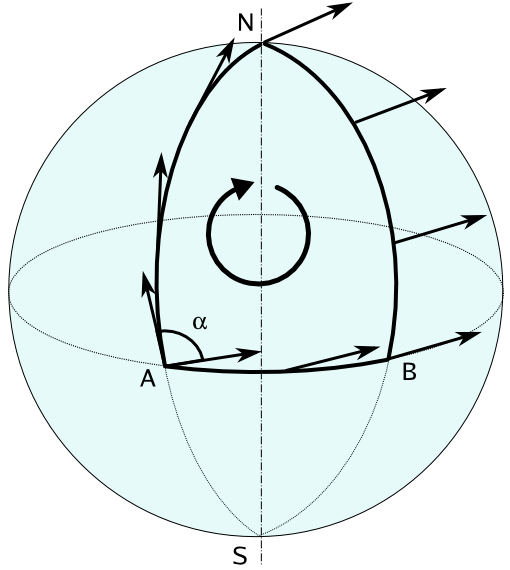
El transport paral·lel d'un vector al llarg d'una corba tancada sobre l'esfera, que igual que el concepte de derivada covariant es basa en la noció de connexió matemàtica. L'angle després de recórrer una vegada la corba és proporcional a l'àrea dins de la corba.

En geometria diferencial, la connexió és un objecte matemàtic definit en una varietat diferenciable que permet establir una relació o "connectar" la geometria local entorn d'un punt amb la geometria local entorn d'un altre punt. El cas més senzill de connexió és una connexió afí que permet especificar una derivada covariant en una varietat diferenciable.

## Introducció
La teoria de connexions condueix als invariants de curvatura (vegeu també tensor de curvatura), i la torsió. Això s'aplica als fibrats tangents; hi ha connexions més generals, en geometria diferencial: una connexió pot referir-se a una connexió en qualsevol fibrat vectorial o una connexió en un fibrado principal.
En un acostament particular, una connexió és unel 1-forma a valors en una àlgebra de Lie que és un múltiple de la diferència entre la derivada covariant i la derivada parcial ordinària. És a dir, la derivada parcial no és una noció intrínseca en una varietat diferenciable: una connexió  corregeix  el concepte i permet la discussió en termes geomètrics. Les connexions donen lloc a un transport paral·lel.

## Tipus de connexió
Hi ha un gran nombre d'enfocaments possibles relacionats amb el concepte de connexió, entre els quals hi ha els següents:
- Un molt directe estil mòdul a la diferenciació covariant, indicant les condicions que permeten als camps vectorials a actuar sobre seccions de fibrats vectorials.
- La notació tradicional d'índexs especifica la connexió pels components, vegi derivada covariant (tres índexs, però això  no és  un tensor).
- En geometria de Riemann hi ha una manera de derivar una connexió del tensor mètric (connexió de Levi-Civita).
- Usant fibrats principals i formes diferencials a valors en una àlgebra de Lie (vegeu connexió de Cartan).
- L'acostament més abstracte pot ser el suggerit per Alexander Grothendieck, on es considera una connexió com descens de veïnatges infinitesimals de la diagonal.

Les connexions referides a dalt són connexions  lineals  o  afins . Hi ha també un concepte de connexió projectiva, la forma més comunament d'això és derivat de Schwarz en anàlisi complexa. Vegeu també: connexió de Gauss-Manin